# Active Gaming Media
Pour les articles homonymes, voir AGM.
 (juillet 2022).
Si vous disposez d'ouvrages ou d'articles de référence ou si vous connaissez des sites web de qualité traitant du thème abordé ici, merci de compléter l'article en donnant les références utiles à sa vérifiabilité et en les liant à la section « Notes et références ».
Active Gaming Media Co., Ltd. (株式会社　アクティブゲーミングメディア) ou AGM est une entreprise japonaise, fondée en 2006, qui localise des jeux vidéo. Son siège social se trouve dans l'arrondissement Nishi-ku d'Osaka.

## Description de l'entreprise
Active Gaming Media Co., Ltd est une agence de traduction japonaise spécialisée dans la localisation et le débogage de jeux vidéo.
Basée à Osaka, elle emploie des traducteurs natifs des langues européennes et asiatiques majeures, ainsi qu'une équipe de débogage composée de joueurs chevronnés venant de différents pays, et une équipe chargée du design et du marketing.
L'entreprise a été fondée en 2006 par Ibai Ameztoy, auparavant responsable de la localisation des jeux de Marvelous Entertainment.
Profitant de ses liens avec Marvelous, Active Gaming Media s'est vu confier la localisation de plusieurs licences majeures de cet éditeur, dont Harvest Moon. Par la suite, l'entreprise travaillera avec une multitude d'autres éditeurs.
Dans un premier temps limitées à la traduction/localisation, les activités de l'entreprise se sont ensuite étendues au débogage de jeux pour PC, consoles et téléphones portables. De plus, Active Gaming Media met des outils marketing à la disposition de ses clients.
En 2009, après un bref passage sur iPhone, Active Gaming Media décide de recentrer son activité et lance sa communauté de traducteurs en ligne, YakuYaku. L'entreprise se rapproche également de plusieurs développeurs indépendants, parmi lesquels Team Garage (développeur indépendant sur Xbox 360).
L'entreprise maintient une plateforme en ligne nommée Playism, permettant aux développeurs de jeux indépendants japonais et étrangers de gagner en visibilité et de vendre leurs créations aux joueurs japonais.
En six ans d'existence, Active Gaming Media a participé à la localisation de plus de trois-cents jeux, sur six plateformes, et dans neuf langues différentes.

## Historique
2006: Fondation d'AGM.
2008: Établissement à Tokyo
2009:
- Acquisition du bureau d'Osaka, élargissement des activités au test de jeux vidéo et au marketing.
- Localisation de Demon's Souls (PS3) et Gran Turismo (PSP).
- Débogage vers différentes plateformes: consoles, telephones, et PC.

2010:
- Ouverture du centre de recherche sur la localisation. Ce "Media Center" rassemble des interviews avec des développeurs et des articles relatifs à la localisation, l'industrie et la culture du jeu vidéo.
- Ouverture de nouveaux départements pour couvrir plus de services relatives à la localisation.
- Lancement du premier service de promotion marketing
- Établissement de la branche des ventes à Tokyo

2011:
- Acquisition de Tokyo Great Visual (branche d'Osaka), et déplacement du siège social à Osaka
- Lancement de la ligne de produits de recherche de marché
- Lancement de la plateforme de distribution Playism au Japon

## Liste (non exhaustive) des jeux vidéo localisés par Active Gaming Media
| Titre                             | Plateforme              | Langue source | Langue(s) cible(s)                                              |
| --------------------------------- | ----------------------- | ------------- | --------------------------------------------------------------- |
| Armored Core 3 Portable           | PlayStation Portable    | Japonais      | Anglais                                                         |
| Castleville                       | Facebook                | Anglais       | Japonais                                                        |
| Cityville                         | Facebook                | Anglais       | Japonais                                                        |
| Deca Sports Extreme               | Nintendo DS             | Anglais       | Français, Espagnol, Italien, Allemand                           |
| Demon's Souls                     | PlayStation 3           | Japonais      | Anglais                                                         |
| Gran Turismo 5                    | PlayStation 3           | Japonais      | Anglais                                                         |
| Gran Turismo PSP                  | PlayStation Portable    | Japonais      | Anglais                                                         |
| Harvest Moon: Tree of Tranquility | Wii                     | Anglais       | Français, Espagnol, Italien, Allemand                           |
| Hidden Chronicles                 | Facebook                | Anglais       | Japonais                                                        |
| Joe Danger                        | PlayStation 3           | Anglais       | Japonais                                                        |
| King of Fighters XIII             | PlayStation 3, XBOX 360 | Japonais      | Anglais, Français, Espagnol, Italien, Allemand, Coréen, Chinois |
| Little Big Planet                 | Wii                     | Japonais      | Chinois                                                         |
| Little King's Story               | Wii                     | Japonais      | Anglais, Français, Espagnol, Italien, Allemand                  |
| PlayStation Home                  | PlayStation 3           | Japonais      | Anglais                                                         |
| Rune Factory DS                   | Nintendo DS             | Anglais       | Allemand, Français                                              |
| Soul Calibur IV                   | PlayStation 3, XBOX 360 | Japonais      | Anglais                                                         |
| Tartaros Online                   | PC                      | Chinois       | Japonais                                                        |
| Test Drive Unlimited 2            | PlayStation 3           | Anglais       | Japonais                                                        |
| The Last Guy                      | PlayStation 3           | Anglais       | Japonais                                                        |
| Trash Panic                       | PlayStation 3           | Anglais       | Japonais                                                        |
| Valhalla Knights                  | Wii                     | Anglais       | Français, Espagnol, Italien, Allemand                           |
| Wangan Midnight 4                 | Arcade                  | Japonais      | Anglais, Chinois                                                |
| World of Zoo                      | Wii                     | Anglais       | Français, Espagnol, Italien, Allemand                           |

## Clients principaux
- Activision
- Aiming Inc.
- AQ Interactive
- Atlus
- Bitway Co., Ltd (ja)
- Epic Games
- Gamepot (ja)
- Grasshopper Manufacture, Inc.
- Koei Co., Ltd. (ja)
- Marvelous Entertainment Inc.
- Microsoft
- Namco Bandai Games
- NTT DoCoMo
- NTT Solmare (ja)
- Sega Corporation
- SNK Playmore
- Sony Computer Entertainment
- THQ
- Ubisoft